# Segunda División 2014/15 (Uruguay)
Het seizoen 2014/2015 van de Segunda División was het 73e seizoen van deze Uruguayaanse voetbalcompetitie op het tweede niveau. De competitie begon op 13 september 2014 en eindigde op 13 juni 2015.

## Teams
Er namen vijftien ploegen deel aan de Segunda División tijdens het seizoen 2014/2015. Drie ploegen waren vorig seizoen vanuit de Primera División gedegradeerd (Liverpool FC, Cerro Largo FC en CS Miramar Misiones), elf ploegen wisten zich vorig seizoen te handhaven op dit niveau en CSD Villa Española promoveerde vanuit de Segunda División Amateur.
Zij kwamen in de plaats voor de gepromoveerde Tacuarembó FC (kampioen), CA Atenas (tweede) en Rampla Juniors FC (winnaar play-offs). Er degradeerde vorig seizoen geen ploeg naar de Segunda División Amateur, omdat er slechts veertien deelnemers waren na de terugtrekking van CA Bella Vista.
| Club                           | Stad                   | Stadion                                                      | Capaciteit | Vorig seizoen |
| ------------------------------ | ---------------------- | ------------------------------------------------------------ | ---------- | ------------- |
| CA Boston River                | Montevideo             | Estadio Municipal Casto Martínez Laguarda (San José de Mayo) | 3.800      | 5e            |
| Canadian SC                    | Montevideo             | Estadio Martínez Monegal (Canelones)                         | 8.000      | 11e           |
| Central Español FC             | Montevideo             | Estadio Parque Palermo                                       | 6.500      | 9e            |
| CS Cerrito                     | Montevideo             | Estadio Parque Maracaná                                      | 8.000      | 13e           |
| Cerro Largo FC                 | Melo                   | Estadio Arquitecto Antonio Eleuterio Ubilla                  | 9.000      | 15e (1ª)      |
| Club Deportivo Maldonado       | Maldonado              | Estadio Domingo Burgueño                                     | 23.000     | 3e            |
| Huracán FC                     | Montevideo             | Estadio Parque Abraham Paladino                              | 5.400      | 4e            |
| Liverpool FC                   | Montevideo             | Estadio Belvedere                                            | 8.500      | 9e (1ª)       |
| CS Miramar Misiones            | Montevideo             | Estadio Parque Luis Méndez Piana                             | 6.500      | 16e (1ª)      |
| Club Plaza Colonia de Deportes | Colonia del Sacramento | Estadio Profesor Alberto Suppici                             | 15.000     | 10e           |
| CA Progreso                    | Montevideo             | Estadio Parque Abraham Paladino                              | 5.400      | 12e           |
| Rocha FC                       | Rocha                  | Estadio Municipal Doctor Mario Sobrero                       | 10.000     | 6e            |
| CA Torque                      | Montevideo             | Estadio Luis Tróccoli                                        | 25.000     | 14e           |
| CSD Villa Española             | Montevideo             | Estadio Obdulio Varela                                       | 8.000      | 1e (2ªA)      |
| CA Villa Teresa                | Montevideo             | Estadio Luis Tróccoli                                        | 25.000     | 8e            |

## Regulier seizoen
Het reguliere seizoen (fase regular) werd gespeeld van 13 september 2014 tot en met 25 mei 2015. Alle ploegen speelden tweemaal tegen elkaar. De twee ploegen met de meeste punten promoveerden naar de Primera División. De nummers drie tot en met zes kwalificeerden zich voor de Play-Offs, waarin werd gestreden om de laatste promotieplek.
Liverpool won de titel en promoveerde na een jaar afwezigheid weer naar het hoogste niveau. De tweede plek was voor Plaza Colonia, dat na negen seizoen weer terugkeerde in de Primera División. 

### Eindstand
|     | Club                           | Sp. | W  | G  | V  | Pnt. | DV | DT | DS  |
| --- | ------------------------------ | --- | -- | -- | -- | ---- | -- | -- | --- |
| 1.  | Liverpool FC                   | 28  | 17 | 7  | 4  | 58   | 69 | 28 | +41 |
| 2.  | Club Plaza Colonia de Deportes | 28  | 16 | 5  | 7  | 53   | 44 | 37 | +7  |
| 3.  | CA Villa Teresa                | 28  | 13 | 8  | 7  | 47   | 43 | 32 | +11 |
| 4.  | CA Boston River                | 28  | 13 | 5  | 10 | 44   | 45 | 41 | +4  |
| 5.  | Canadian SC                    | 28  | 12 | 7  | 9  | 43   | 39 | 36 | +3  |
| 6.  | Central Español FC             | 28  | 12 | 7  | 9  | 43   | 39 | 37 | +2  |
| 7.  | CSD Villa Española             | 28  | 12 | 6  | 10 | 42   | 51 | 36 | +15 |
| 8.  | Huracán FC                     | 28  | 11 | 8  | 9  | 41   | 54 | 48 | +6  |
| 9.  | CS Miramar Misiones            | 28  | 9  | 10 | 9  | 37   | 35 | 30 | +5  |
| 10. | CA Torque                      | 28  | 9  | 8  | 11 | 35   | 39 | 49 | –10 |
| 11. | Cerro Largo FC                 | 28  | 8  | 8  | 12 | 32   | 27 | 30 | –3  |
| 12. | Club Deportivo Maldonado       | 28  | 9  | 4  | 15 | 31   | 27 | 43 | –16 |
| 13. | CA Progreso                    | 28  | 5  | 10 | 13 | 25   | 27 | 42 | –15 |
| 14. | Rocha FC                       | 28  | 6  | 7  | 15 | 25   | 26 | 53 | –27 |
| 15. | CS Cerrito                     | 28  | 4  | 8  | 16 | 20   | 31 | 54 | –23 |

### Legenda
| Kleur | Kwalificatie voor                                |
| ----- | ------------------------------------------------ |
|       | Promotie naar de Primera División                |
|       | Play-offs voor promotie naar de Primera División |

#### Topscorers
| №  | Speler          | Club               | Goals |
| -- | --------------- | ------------------ | ----- |
| 1. | Emiliano Alfaro | Liverpool FC       | 21    |
| 2. | Junior Arias    | Liverpool FC       | 17    |
| 3. | Santiago López  | CSD Villa Española | 14    |

## Play-Offs
De Play-Offs werden gespeeld op 30 mei en 3 juni 2015 (halve finales) en op 6 en 13 juni 2015 (finale). De ploegen die op de derde tot en met zesde plek waren geëindigd in de competitie namen deel aan de play-offs. De winnaar van deze mini-competitie promoveerde naar de Primera División.
Villa Teresa won de play-offs en promoveerde voor het eerst in de clubhistorie naar het hoogste niveau.

### Wedstrijdschema
|  | Halve finale           | Halve finale | Halve finale | Halve finale |  |                        | Finale | Finale | Finale | Finale |
|  |                        |              |              |              |  |                        |        |        |        |        |
|  |                        |              |              |              |  |                        |        |        |        |        |
|  | Canadian SC            | 1            | 1            | 2            |  |                        |        |        |        |        |
|  | CA Boston River        | 2            | 2            | 4            |  |                        |        |        |        |        |
|  |                        |              |              |              |  | CA Boston River        | 1      | 2      | 3(3)   |        |
|  |                        |              |              |              |  | CA Villa Teresa (n.s.) | 1      | 2      | 3(4)   |        |
|  | Central Español FC     | 1            | 1            | 2            |  |                        |        |        |        |        |
|  | CA Villa Teresa (n.v.) | 1            | 3            | 4            |  |                        |        |        |        |        |

## Topscorers
Emiliano Alfaro van kampioen Liverpool werd topscorer. Zowel het reguliere seizoen als de play-offs telden mee voor de topscorerstitel.
| №  | Speler          | Club               | Goals |
| -- | --------------- | ------------------ | ----- |
| 1. | Emiliano Alfaro | Liverpool FC       | 21    |
| 2. | Junior Arias    | Liverpool FC       | 17    |
| 3. | Ignacio Lemmo   | Canadian SC        | 14    |
| 3. | Raúl Tarragona  | CA Boston River    | 14    |
| 3. | Santiago López  | CSD Villa Española | 14    |

## Degradatie
Één ploeg degradeerde naar de Segunda División Amateur; dit was de ploeg die over de laatste twee seizoenen het minste punten had verzameld in de competitie (regulier seizoen). Het aantal behaalde punten werd gedeeld door het aantal gespeelde duels, aangezien niet alle ploegen tijdens de laatste twee seizoenen in de Segunda División speelden.
|     | Club                           | Sp. | 13/14 | 14/15 | Tot. | Gem.  |
| --- | ------------------------------ | --- | ----- | ----- | ---- | ----- |
| 1.  | Liverpool FC                   | 28  | (1ª)  | 58    | 58   | 2,071 |
| 2.  | Club Plaza Colonia de Deportes | 54  | 35    | 53    | 88   | 1,629 |
| 3.  | CA Boston River                | 54  | 39    | 44    | 83   | 1,537 |
| 4.  | CA Villa Teresa                | 54  | 36    | 47    | 83   | 1,537 |
| 5.  | CSD Villa Española             | 28  | (2ªA) | 42    | 42   | 1,500 |
| 6.  | Huracán FC                     | 54  | 40    | 41    | 81   | 1,500 |
| 7.  | Central Español FC             | 54  | 36    | 43    | 79   | 1,462 |
| 8.  | Canadian SC                    | 54  | 34    | 43    | 77   | 1,425 |
| 9.  | Club Deportivo Maldonado       | 54  | 41    | 31    | 72   | 1,333 |
| 10. | CS Miramar Misiones            | 28  | (1ª)  | 37    | 37   | 1,321 |
| 11. | Rocha FC                       | 54  | 39    | 25    | 64   | 1,185 |
| 12. | Cerro Largo FC                 | 28  | (1ª)  | 32    | 32   | 1,142 |
| 13. | CA Progreso                    | 54  | 27    | 25    | 52   | 0,962 |
| 14. | CA Torque                      | 54  | 15    | 35    | 50   | 0,925 |
| 15. | CS Cerrito                     | 54  | 23    | 20    | 43   | 0,796 |

### Legenda
| Kleur | Degradatie naar                  |
| ----- | -------------------------------- |
|       | Segunda División Amateur 2015/16 |